# حكومة محمد الغنوشي الثانية
حكومة محمد الغنوشي الثانية أو حكومة الوحدة الوطنية التي شكلها محمد الغنوشي سنة 2011 هي حكومة الوحدة الوطنية المؤقتة في تونس وشكلت يوم 17 يناير 2011 بعد الثورة التونسية التي اندلعت في ديسمبر 2010. وقد تمت إعادة تشكليها يوم 27 يناير.

## التغيير والاستمرارية
تم إلغاء وزارة الاتصال بعد إعلان الحكومة الجديدة في 17 جانفي، لكن وزراء الدفاع الوطني، الداخلية والتمويل الذين كانو في الحكومة السابقة حافظوا على مناصبهم حتى الإعلان الثاني في 27 جانفي. وزير الشؤون الخارجية كمال مرجان، الذي كان موجودا أيضا في الحكومة السابقة، قدم استقالته.

## تشكيلة الحكومة المعلنة في 17 جانفي
| الاسم | الاسم                    | المنصب                                                               | الحزب أو المنظمة                        |
| ----- | ------------------------ | -------------------------------------------------------------------- | --------------------------------------- |
|       | محمد الغنوشي             | الوزير الأول                                                         | التجمع الدستوري الديمقراطي              |
|       | الازهر القروي الشابي     | وزير العدل                                                           | -                                       |
|       | رضا قريرة                | وزرير الدفاع الوطني                                                  | التجمع الدستوري الديمقراطي              |
|       | كمال مرجان استقال        | وزير الشؤون الخارجية                                                 | التجمع الدستوري الديمقراطي              |
|       | أحمد فريعة               | وزير الداخلية                                                        | التجمع الدستوري الديمقراطي              |
|       | العروسي الميزوري         | وزير الشؤون الدينية                                                  | -                                       |
|       | أحمد نجيب الشابي         | وزارة التنمية الجهوية والمحلية                                       | الحزب الديمقراطي التقدمي                |
|       | أحمد إبراهيم             | وزير التعليم العالي والبحث العلمي                                    | حركة التجديد                            |
|       | مصطفى بن جعفر استقال     | وزير الصحة العمومية                                                  | التكتل الديمقراطي من أجل العمل والحريات |
|       | محمد جغام                | وزير التجارة والسياحة                                                | التجمع الدستوري الديمقراطي              |
|       | الطيب البكوش             | وزير التربية والتكوين                                                | الاتحاد العام التونسي للشغل             |
|       | منصر الرويسي             | وزارة الشؤون الاجتماعية                                              | التجمع الدستوري الديمقراطي              |
|       | الحبيب مبارك             | وزير الفلاحة والبيئة                                                 | التجمع الدستوري الديمقراطي              |
|       | محمد النوري الجويني      | وزارة التخطيط والتعاون الدولي                                        | -                                       |
|       | محمد عفيف شلبي           | وزارة الصناعة والتكنولوجيا                                           | -                                       |
|       | زهير المظفر استقال       | وزير معتمد لدى الوزير الأول مكلف بالوظيفة العمومية والتنمية الإدارية | التجمع الدستوري الديمقراطي              |
|       | رضا شلغوم                | وزارة المالية                                                        | -                                       |
|       | مفيدة التلاتلي           | وزارة الثقافة                                                        | -                                       |
|       | ليليا العبيدي            | وزارة شؤون المرأة                                                    | -                                       |
|       | صلاح الدين مالوش         | وزير النقل والتجهيز                                                  | التجمع الدستوري الديمقراطي              |
|       | حسين الديماسي استقال     | وزير التكوين المهني والتشغيل                                         | الاتحاد العام التونسي للشغل             |
|       | محمد علولو               | وزارة الشباب والرياضة                                                | -                                       |
|       | عبد الجليل البدوي استقال | وزير لدى الوزير الأول                                                | الاتحاد العام التونسي للشغل             |
|       | عبد الحكيم بوراوي        | الكاتب العام للحكومة                                                 | التجمع الدستوري الديمقراطي              |
|       | أحمد ونيس                | كاتب دولة لدى وزير الشؤون الخارجية                                   | كان في الحزب الاشتراكي الدستوري         |
|       | رضوان نويصر              | كاتب دولة لدى وزير الشؤون الخارجية                                   | -                                       |
|       | نجيب كرافي               | كاتب دولة لدى وزير التنمية المحلية والجهوية                          | -                                       |
|       | فوزية الشرفي             | كاتبة دولة لدى وزير التعليم العالي                                   | -                                       |
|       | رفعت الشعبوني            | كاتب دولة لدى وزير التعليم العالي والبحث العلمي مكلف بالبحث العلمي   | التجمع الدستوري الديمقراطي              |
|       | الأمين المولاهي          | كاتب دولة لدى وزير الصحة العمومية                                    | -                                       |
|       | عبد الحميد التريكي       | كاتب دولة لدى وزير التخطيط والتعاون الدولي                           | التجمع الدستوري الديمقراطي              |
|       | عبد العزيز الرصاع        | كاتب دولة لدى وزير الصناعة والتكنولوجيا مكلف بالطاقة                 | التجمع الدستوري الديمقراطي              |
|       | سامي الزاوي              | كاتب دولة لدى وزير الصناعة والتكنولوجيا مكلف بتكنولوجيات الاتصال     | -                                       |
|       | المنصف بودن              | كاتب دولة لدى وزير المالية مكلف بالجباية                             | التجمع الدستوري الديمقراطي              |
|       | أحمد عظوم                | كاتب دولة لدى وزير المالية مكلف بأملاك الدولة                        | -                                       |
|       | سليم شاكر                | كاتب دولة لدى وزير التجارة والسياحة مكلف بالسياحة                    | -                                       |
|       | أنور بن قدور استقال      | كاتب دولة لدى وزير النقل والتجهيز                                    | الاتحاد العام التونسي للشغل             |
|       | سالم الحامدي             | كاتب دولة لدى وزير لدى وزير الفلاحة والبيئة                          | -                                       |
|       | سليم عمامو               | كاتب دولة لدى وزير الشباب والرياضة                                   | حزب القراصنة التونسي                    |

## تسميات متعلقة
| الوظيفة                                                        | الاسم              |
| -------------------------------------------------------------- | ------------------ |
| محافظ البنك المركزي التونسي                                    | مصطفى كمال النابلي |
| رئيس اللجنة العليا للإصلاح السياسي                             | عياض بن عاشور      |
| رئيس اللجنة الوطنية لاستقصاء الحقائق حول التجاوزات والانتهاكات | توفيق بودربالة     |
| رئيس لجنة تقصي الحقائق عن الفساد والرشوة                       | عبد الفتاح عمر     |

## الاستقالات

### وزراء المعارضة
في 18 يناير 2011, استقال كل من وزراء الاتحاد العام التونسي للشغل الثلاثة، وهم حسين الديماسي، عبد الجليل البدوي وأنور بن قدور. وفي نفس اليوم، استقال كذلك مصطفى بن جعفر وهو من حزب التكتل الديمقراطي من أجل العمل والحريات.

### أعضاء حزب التجمع
بعد العديد من الإختلفات التي تلت تشكيل هذه الحكومة، أعلن الوزير الأول محمد الغنوشي والرئيس المؤقت فؤاد المبزع استقالتهما من التجمع الدستوري الديمقراطي.
وفي 20 يناير، أعلن الوزراء الآخرون التابعون للتجمع استقالاتهم منه: وهم كمال مرجان، رضا قريرة، أحمد فريعة، منصر الرويسي et زهير المظفر. وفي نفس اليوم، استقال المظفر، وهو المسؤول عن التطوير الإداري، من هذا المنصب. أما مرجان فقد استقال من الحكومة يوم 27 جانفي، ساعات قبل الإعلان عن تجديد الحكومة.

## التعديل الوزاري في 27 جانفي
بعد احتجاجات ضد وجود أعضاء التجمع في مناصب هامة في الحكومة المؤقتة واستقالة عدد من الوزراء، تم تعديل الحكومة في 27 جانفي 2011. وقرر الاتحاد العام التونسي للشغل عدم المشاركة فيها  لكنه أيد هذه الحكومة الجديدة.
| الاسم | الاسم                 | المنصب                                                                     | الحزب أو المنظمة                       |
| ----- | --------------------- | -------------------------------------------------------------------------- | -------------------------------------- |
|       | محمد الغنوشي          | الوزير الأول                                                               | عضو سابق في التجمع الدستوري الديمقراطي |
|       | الازهر القروي الشابي  | وزير العدل                                                                 | -                                      |
|       | عبد الكريم الزبيدي    | وزرير الدفاع الوطني                                                        |                                        |
|       | أحمد ونيس استقال      | وزير الشؤون الخارجية                                                       | الحزب الاشتراكي الدستوري               |
|       | فرحات الراجحي         | وزير الداخلية                                                              | -                                      |
|       | العروسي الميزوري      | وزير الشؤون الدينية                                                        | -                                      |
|       | أحمد نجيب الشابي      | وزير التنمية الجهوية والمحلية                                              | الحزب الديمقراطي التقدمي               |
|       | أحمد إبراهيم          | وزير التعليم العالي والبحث العلمي                                          | حركة التجديد                           |
|       | حبيبة الزاهي بن رمضان | وزير الصحة العمومية                                                        | -                                      |
|       | مهدي حواص             | وزير التجارة والسياحة                                                      | -                                      |
|       | الطيب البكوش          | وزير التربية                                                               | الاتحاد العام التونسي للشغل            |
|       | محمد الناصر           | وزير الشؤون الاجتماعية                                                     | -                                      |
|       | مختار الجلالي         | وزير الفلاحة والبيئة                                                       | -                                      |
|       | محمد النوري الجويني   | وزير التخطيط والتعاون الدولي                                               | -                                      |
|       | محمد عفيف شلبي        | وزير الصناعة والتكنولوجيا                                                  | -                                      |
|       | جلول عياد             | وزير المالية                                                               | -                                      |
|       | عز الدين باش شاوش     | وزير الثقافة                                                               | -                                      |
|       | ليليا العبيدي         | وزيرة شؤون المرأة                                                          | -                                      |
|       | ياسين إبراهيم         | وزير النقل والتجهيز                                                        | -                                      |
|       | سعيد العايدي          | وزير التكوين المهني والتشغيل                                               | -                                      |
|       | محمد علولو            | وزير الشباب والرياضة                                                       | -                                      |
|       | إلياس الجويني         | وزير لدى الوزير الأول مكلف بالإصلاح الاقتصادي والتنسيق مع الوزارات المعنية | -                                      |
|       | رضوان نويصر           | كاتب الدولة لدى وزير الشؤون الخارجية                                       | -                                      |
|       | نجيب القرافي          | كاتب الدولة لدى وزير التنمية الجهوية والمحلية                              | -                                      |
|       | فوزية الشرفي          | كاتبة الدولة لدى وزير التعليم العالي                                       | -                                      |
|       | رفعت الشعبوني         | كاتب الدولة لدى وزير التعليم العالي والبحث العلمي مكلف بالبحث العلمي       | التجمع الدستوري الديمقراطي             |
|       | الأمين المولاهي       | كاتب الدولة لدى وزير الصحة العمومية                                        | -                                      |
|       | عبد الحميد التريكي    | كاتب الدولة لدى وزير التخطيط والتعاون الدولي                               | التجمع الدستوري الديمقراطي             |
|       | عبد العزيز الرصاع     | كاتب الدولة لدى وزير الصناعة والتكنولوجيا مكلف بالطاقة                     | التجمع الدستوري الديمقراطي             |
|       | سامي الزاوي           | كاتب الدولة لدى وزير الصناعة والتكنولوجيا مكلف بتكنولوجيات الاتصال         | -                                      |
|       | أحمد عظوم             | كاتب الدولة لدى وزير المالية مكلف بأملاك الدولة                            | -                                      |
|       | سليم شاكر             | كاتب الدولة لدى وزير التجارة والسياحة مكلف بالسياحة                        | -                                      |
|       | سالم حمدي             | كاتب الدولة لدى وزير الفلاحة والبيئة                                       | -                                      |
|       | سليم عمامو            | كاتب الدولة لدى وزير الشباب والرياضة                                       | حزب القراصنة التونسي                   |

في يوم 10 فبراير، تم تعيين رضا بلحاج كاتبا عاما للوزارة الأولى. كما استقال وزير الشؤون الخارجية أحمد ونيس في يوم 13 فبراير بعد ماقاله عن الثورة التونسية وميشال آليو ماري ووصفها بأنها «صديقة تونس» » وتم تعويضة بالمولدي الكافي يوم 21 فبراير.

## استقالة الغنوشي وبعض الوزراء
في يوم 27 فبراير، أعلن الوزير الأول محمد الغنوشي استقالته في التلفاز  بعد يومين من احتجاجات شابها العنف في العاصمة مع أربعة قتلى واثنا عشر بجروح.
كما قدمت كل من فوزية الشرفي كاتبة الدولة المكلفة بالتعليم العالى وأحمد إبراهيم وزير التعليم العالي والبحث العلمي وأحمد نجيب الشابي وزير التنمية الجهوية والمحلية اليوم الإثنين 28 فيفري استقالتهم من الحكومة المؤقتة التونسية كما اعلنت وكالة الانباء التونسية. وقالت فوزية الشرفي في رسالة إلى الباجي قائد السبسي رئيس الحكومة المؤقتة أن هذه الاستقالة تأتي «لاسباب شخصية» وفقا لما ذكرته وكالة الانباء التونسية.
وأعلن بدوره أحمد إبراهيم وزير التعليم العالي والبحث العلمي استقالته من الحكومة المؤقتة في رسالة وجهها إلى رئيس الوزراء الباجي قائد السبسي.